# Аристократы (фильм)
«Аристократы» (англ. The Aristocrats) — американский документальный фильм 2005 года. Дебютная работа Пола Провенцы как режиссёра.

## Сюжет
Фильм посвящается Джонни Карсону, американскому комику, скончавшемуся за несколько месяцев до премьеры фильма. Шутка «про аристократов» была его любимой.
Миниатюра, которой посвящён фильм, вкратце такова: некая семья приходит к агенту по поиску талантов. Тот сначала отказывается иметь с ними дело, но семья всё же уговаривает его посмотреть номер, который они здесь же готовы разыграть. После чего по сигналу отца начинается ужасная по масштабу разврата оргия, включающая педофилию, инцест, копрофилию и иные жёстко табуированные в обществе действия. После завершения действа потрясённый агент спрашивает название номера и получает ответ: «Аристократы».
Эта миниатюра на протяжении десятилетий воспроизводится на сцене американскими комиками, причём каждый привносит в неё немного от себя. Фильм состоит из показов этой сценки несколькими десятками известных комиков, актёров и даже фокусников, радиоведущих и мультипликаторов. Многие из них рассказывают о месте этой шутки, по их мнению, в истории юмора.

## Известные личности
Свою версию миниатюры в фильме показывают более 100 известных личностей. Среди них (по алфавиту, в соответствии с написанием фамилии на английском языке):

| - Крис Альбрехт - Джейсон Александер - Хэнк Азариа - Шелли Берман - Стивен Бэнкс - Льюис Блэк - Дэвид Бреннер - Марио Кантоне - Дрю Кэри - Джордж Карлин - Марк Коэн - Билли Коннолли - Тим Конуэй - Пэт Купер - Уэйн Коттер - Энди Дик - Филлис Диллер - Сьюзи Эссман - Кэрри Фишер - Джо Франклин - Тодд Гласс - Джуди Голд - Вупи Голдберг - Эдди Городецки - Гилберт Готтфрид - Дана Гоулд - Аллан Хэви - Эрик Айдл - Дом Иррера | - Эдди Иззард - Ричард Джени - Пенн и Теллер - Джейк Йоханнсен - Джей Коген - Пол Красснер - Кэти Ладман - Лиза Лампанелли - Ричард Льюис - Венди Лейбман - Билл Мар - Хоуи Мэндел - Меррилл Маркоу - Джей Маршалл - Джеки Мартлинг - Чак Макканн - Майкл Маккин - Ларри Миллер - Мартин Малл - Кевин Нилон - Тейлор Негрон - Рик Овертон - Гэри Оуэнс - Трей Паркер и Мэтт Стоун (в роли персонажей мультсериала «Южный парк») - Отто Петерсен и Джордж Дадли - Эмо Филипс - Кевин Поллак | - Пол Райзер - Энди Рихтер - Дон Риклс - Крис Рок - Грегг Роджелл - Джефф Росс - Джонатан Росс - Рита Руднер - Боб Сагет - Т. Шон Шэннон - Гарри Ширер - Сара Сильверман - Бобби Слейтон - Том и Ричард Смотерсы - Даг Стэнхоуп - Дэвид Штейнберг - Джон Стюарт - Ларри Сторч - Джон Сзилс - Рип Тейлор - Дейв Томас - Джонни Томпсон - Скотт Томпсон - Брюс Виланч - Джон Уи и Оуэн Морс - Фред Уиллард - Робин Уильямс - Стивен Райт - сотрудники агентства «Лук» |

## Факты
- Показ фильма на большом экране едва не провалился, так как одна из крупнейших киносетей в США англ. AMC Theatres отказалась показывать этот фильм на своих экранах (более 3500)[3].
- В 2005—2006 гг. фильм номинировался на 4 различные награды, но не выиграл ни одной из них[4].
- В том же 2005 году вышел документальный фильм «Фак» — в нём различные известные личности рассуждали о социальном, политическом, историческом, лингвистическом, художественном значении ругательства «fuck».

## Премьерный показ в разных странах[5]
- США — январь 2005 (кинофестиваль Сандэнс); 20 мая 2005 (международный кинофестиваль в Сиэтле); 29 июля 2005 (только в Лос-Анджелесе и Нью-Йорке); 12 августа 2005 (ограниченный показ в остальной стране)
- Франция — 12 мая 2005 (Marché du Film)
- Канада — 22 июля 2005 (кинофестиваль «Просто смех»)
- Германия — 8 сентября 2005 (кинофестиваль в Олденбурге)
- Великобритания — 9 сентября 2005
- Дания, Швеция — 30 сентября 2005
- Исландия — 30 октября 2005 (международный кинофестиваль в Рейкьявике)
- Норвегия — 21 ноября 2005 (международный кинофестиваль в Осло)
- Бельгия — 14 декабря 2005
- Нидерланды — 9 февраля 2006
- Финляндия — 12 апреля 2006 (выход DVD)
- Португалия — 4 мая 2006
- Эстония — 8 ноября 2006